# Детковичи (Барановичский район)
Де́тковичи (бел. Дзеткавічы) — деревня в Жемчужненском сельсовете Барановичского района Брестской области Беларуси. Население — 6 человек (2023).

## География
Деревня расположена на левом берегу речки Лохозва, в 25 км от Барановичей, в 5 км от железнодорожной станции Полонка. Расстояние по автодорогам до центра сельсовета, агрогородка Жемчужный, составляет 15 км на восток. На северной окраине деревни находится железнодорожный остановочный пункт Детковичи, к югу от деревни расположена база отдыха «Хатки». В 1998 году работал магазин. Есть кладбище.
К западу от деревни протекает река Детковка. На юге примыкает ландшафтный заказник «Стронга».

## История
Впервые упоминается в 1567 году как часть имения шляхтича Подоревского. С конца XVIII века в составе Российской империи. 
В 1909 году — деревня Новомышской волости Новогрудского уезда Минской губернии, 16 дворов. На карте 1910 года деревня указана под названием Дедковичи. 
Согласно Рижскому мирному договору 1921 года Детковичи оказались в составе межвоенной Польской Республики, в Новомышской гмине Барановичского повета Новогрудского воеводства. Рядом с деревней располагался одноименный фольварк.
В 1924 году под покровительством графини Хелены Ельской был открыт детский приют, директором которого являлся ксендз Винцент Курас.
В 1939 году вошла в состав БССР. С 15 января 1940 года в Новомышском районе Барановичской области. С 8 января 1954 года в составе Брестской области, с 8 апреля 1957 года в Барановичском районе.
Во время Великой Отечественной войны с конца июня 1941 года по 9 июля 1944 года была захвачена немецкими войсками, убито 45 человек и разрушено 26 домов. 11 жителей деревни погибло на фронте. Часть детей детского приюта были расстреляны, остальные отправлены в Германию.
К Детковичам в послевоенные годы был присоединен соседний хутор Хатки.
До 1985 года деревня входила в состав Полонковского сельсовета.
По состоянию на 2017 год в Детковичах по официальным данным проживает семь человек, однако постоянных жителей осталось трое.

## Население
По состоянию на 1 января 2023 года в деревне проживало 6 человек в 6 хозяйствах, в том числе 0 моложе трудоспособного возраста, 3 — в трудоспособном возрасте и 3 — старше трудоспособного возраста. 
| Численность населения (по переписи) | Численность населения (по переписи) | Численность населения (по переписи) | Численность населения (по переписи) | Численность населения (по переписи) | Численность населения (по переписи) | Численность населения (по переписи) | Численность населения (по переписи) |
| 1909                                | 1921                                | 1939                                | 1959                                | 1970                                | 1999                                | 2009                                | 2019                                |
| ----------------------------------- | ----------------------------------- | ----------------------------------- | ----------------------------------- | ----------------------------------- | ----------------------------------- | ----------------------------------- | ----------------------------------- |
| 214                                 | ↘184                                | ↗512                                | ↘216                                | ↘121                                | ↘47                                 | ↘14                                 | ↘8                                  |